# Отец и сын (фильм, 1979)
«Отец и сын» — советский фильм режиссёров Владимира Краснопольского и Валерия Ускова, снятый на киностудии «Мосфильм» в 1979 году.
Фильм создан по одноимённому роману Георгия Маркова. Состоит из двух частей: 1 серия — «Опрокинутая тишина», 2 серия — «Эхо далёких выстрелов». Премьера состоялась 31 марта 1980 года.

## Сюжет
Сибирь, 1920-е годы. Большевик Роман Бастрыков создаёт в сибирской глубинке первую коммуну, но враги Советской власти убивают его. Сын Бастрыкова, Алёша, повзрослев, продолжает дело отца.

## Актёры
- Вадим Спиридонов — Роман Бастрыков
- Андрей Смоляков — Алексей, сын Романа Бастрыкова (озвучивает Вадим Спиридонов)
- Алексей Серебряков — Алексей в детстве
- Борис Новиков — Порфирий Исаев
- Людмила Хитяева — Устинья
- Сергей Мартынов — Григорий Ведерников, подпоручик Белой армии
- Надежда Бутырцева — Лушка
- Виктор Мамаев — Терентий Черемисин
- Павел Кормунин — Тихон Скобеев (озвучивает Пётр Вельяминов)
- Буда Вампилов — Мишка-остяк
- Иван Лапиков — дед Матвей
- Наталия Потапова — Манюшка

## Съёмочная группа
- Владимир Краснопольский, Валерий Усков — режиссёры
- Анатолий Иванов, Владимир Краснопольский, Валерий Усков — сценаристы
- Владимир Минаев, Петр Емельянов — операторы
- Леонид Афанасьев — композитор
- Николай Маркин — художник
- Филимон Сергеев — автор слов песни «Река».

## Награды
В 1980 году за фильм «Отец и сын» режиссёры В. Краснопольский, В. Усков и актёр В. Спиридонов были награждены Премией Ленинского комсомола.